# Izabella Scorupco
Izabella Scorupco, pseudonimo di Izabela Dorota Skorupko (Białystok, 4 giugno 1970), è un'attrice, cantante ed ex modella polacca.
Ha raggiunto la fama per essere stata Bond girl nel film GoldenEye (1995) ed essere stata protagonista del film Vertical Limit (2000).

## Biografia
È nata da Lech, musicista, e Magdalena Skorupko, medico, a Białystok, in Polonia, nel 1970. Quando aveva un anno, i suoi genitori si separarono e rimase con sua madre. Nel 1978 si trasferirono a Bredäng, presso Stoccolma, dove Scorupco imparò a parlare svedese, inglese e francese.
Alla fine degli anni '80, Scorupco viaggiò in tutta Europa lavorando come modella e apparve sulla copertina di Vogue. Nel 1987, è stata scoperta dal regista Staffan Hildebrand e ha recitato nel film Ingen kan älska som vi.
All'inizio degli anni '90, ha avuto una breve ma fortunata carriera come cantante pop, pubblicando l'album IZA, che è stato certificato oro in Svezia nel 1991.
Il 25 dicembre 1996, Scorupco ha sposato il giocatore polacco di Hockey su ghiaccio Mariusz Czerkawski. Hanno avuto una figlia insieme, Julia (nata il 15 settembre 1997). Divorziarono nel 1998.
Il 30 gennaio 2003, Scorupco sposò un americano, Jeffrey Raymond; hanno un figlio, Jakob (nato il 24 luglio 2003). Hanno divorziato nel 2015. Ora vive a Los Angeles e New York City. Dal 2017, Scorupco ha una relazione con Karl Rosengren. Si sono sposati il 6 ottobre 2018.
Nel 2011, Scorupco ha ripreso la sua carriera di cantante, duettando con il musicista svedese Peter Jöback nel suo singolo Jag Har Dig Nu e presentando il video musicale della canzone. Ha anche recitato nel cortometraggio di estensione di Jöback La vie, L'amour, La mort. Scorupco ha continuato a ospitare la serie primavera 2012 del prossimo modello top svedese, ma non l'ha proseguito per una seconda serie.
Scorupco si è trasferita nel mondo della commedia nel luglio 2013, quando è stata nominata per un ruolo da protagonista in una nuova commedia romantica svedese, Micke & Veronica, al fianco di David Hellenius. È stato presentato in anteprima il 25 dicembre 2014.

## Curiosità
- Ha rifiutato i ruoli poi andati a Kim Basinger (ruolo con il quale la Basinger ha tra l'altro vinto l'Oscar) in L.A. Confidential (1997) e a Catherine Zeta-Jones in La maschera di Zorro (1998).[1]

## Filmografia
- Ingen kan älska som vi, regia di Staffan Hildebrand (1988)
- V som i viking - miniserie TV (1991)
- Bert - serie TV, episodio 1x3 (1994)
- Det var en mörk och stormig natt, regia di Lukas Moodysson (1995)
- Petri tårar, regia di Erich Hörtnagl (1995)
- GoldenEye, regia di Martin Campbell (1995)
- Ogniem i mieczem, regia di Jerzy Hoffman (1999)
- Dykaren, regia di Erik Gustavson (2000)
- Vertical Limit, regia di Martin Campbell (2000)
- Il regno del fuoco, regia di Rob S. Bowman (2002)
- L'esorcista - La genesi, regia di Renny Harlin (2004)
- Alias - serie TV, episodio 4x15 (2005)
- Cougar Club, regia di Christopher Duddy (2007)
- Solstorm, regia di Leif Lindblom (2007)
- Änglavakt, regia di Johan Brisinger (2010)
- Micke & Veronica, regia di Staffan Lindberg (2014)
- Tra sogno e realtà (Sleepwalker), regia di Elliott Lester (2017)

## Discografia

### Album in studio
- 1991 - IZA

### Singoli
- 1990 – Substitute
- 1991 – I Write You a Love Song
- 1991 – Brando Moves
- 1992 – Shame, Shame, Shame